# Sceptre
Sceptre es una banda musical de thrash metal de la India, se formó en 1998 en Bombay. Musicalmente ha sido influenciada por otras bandas musicales como Slayer, Pantera, Sepultura y Lamb of God.
La banda está integrada por Gilroy Fernandes en las guitarras, Aniket Waghmode en la batería, Janus Sayal en el bajo y Samron Jude en voces.
En los últimos años, la banda interpretó una canción para combatir la violencia contra las mujeres, en la que se incluye en su álbum titulado "Age of Calamity".

## Discografía

### Sceptre
1)	 Nuclear	04:07	
  
2)	 Revolution	04:55	
  
3)	 Charred	03:55	
 
4)	 Twilight's End

### Now or Never
1)	 Oceans of Dreams	01:41	
  
2)	 ...Incomplete	        03:55	
  
3)	 Nuclear	        04:02	
  
4)	 Now or Never	        03:43	
  
5)	 Enemy	                04:52	
  
6)	 Charred	        03:41	
  
7)	 Twilight's End	        01:48	
 
8)	 Quicksand	        04:11	
  
9)	 Search         	05:20	
 
10)	 Circles of Silence	03:23	
 
11)	 Revolution	        04:02

### Age of Calamity
1)	 Solitude	                        01:28	
 
2)	 Age of Calamity	                04:05	 

3)	 Wrath of God	                        04:45	
 
4)	 Prophesy Deceit	                03:38	
 
5)	 Lake of the Traitor	                04:49	
 
6)	 Fatal Delay	                        04:12	
 
7)	 7 Seals	                        04:19	
 
8)	 Parasites (of the State)	        03:29	
 
9)	 Judgement Day (End - A New Beginning)	01:51	
 
10)	 Lest We Forget (tema extra)	        06:04